# Андре, Карл (художник)
Карл Андре (англ. Carl Andre; 16 сентября 1935[…], Куинси, Массачусетс — 24 января 2024, Нью-Йорк, Нью-Йорк) — американский художник, представитель минимализма. Характерные черты скульптуры Андре — использование промышленных материалов, модульных единиц, артикуляция трёхмерности посредством рассмотрения негативного и позитивного пространства. Андре стремился свести словарь скульптуры к базовым фонемам, таким как квадраты, кубы, линии и диаграммы. В исследовании формы структуры и пространства Андре делал акцент на отношения места и зрителя. Его композиции лежат где-то между бытием идей и тестированием границ физического присутствия.

## Биография и творчество
Андре родился 16 сентября 1935 года в Куинси, Массачусетс. Он изучал искусство в Академии Филипса в Андовере (Массачусетс) с 1951 по 1953. Во время учёбы в академии он подружился с Холлисом Фрэмптоном, который позднее повлиял на радикальные подходы Андре к скульптуре.
Андре служил в армии США в Северной Каролине в 1955—1956, переехал в Нью-Йорк в 1956. В Нью-Йорке Фрэмптон представил Андре Константину Бранкузи, благодаря которому Андре в 1958 вновь свёл знакомство с бывшим сокурсником по Академии Филипса, Фрэнком Стеллой. Андре делил студию со Стеллой с 1958 по 1960.
В ранних скульптурах Андре из дерева можно увидеть влияние Бранкузи, но разговоры со Стеллой о пространстве и форме привели его к поискам в другом направлении. В период, когда Андре делил студию со Стеллой, он создал серию деревянных скульптур, таких как Radial Arm Saw (1959) и Maple Spindle Exercise (1959).
С 1960 по 1964 Андре работал кондуктором в Нью-Джерси. Опыт «синего воротничка» повлиял на творческую индивидуальность Андре. Впоследствии для него не было необычным одеваться в комбинезон и синюю рубашку даже на самые официальные мероприятия.
В этот период Андре сфокусировался преимущественно на написании текстов (только в 1980 была опубликована книга «12 диалогов»). Конкретная поэзия Андре выставлялась в США и Европе, полное собрание находится в коллекции Стеделийк Музеума в Амстердаме.
В 1960 Андре сделал наброски серии скульптур, которую он назвал «Элементы». Он предполагал делать эти скульптуры из стандартных блоков дерева 12 x 12 x 36" (30.2 x 30.2 x 90.7 см), используя простые конфигурации, но из-за недостатка средств не смог купить древесину. Важность «Элементов» даже в виде набросков заключается в решении использовать модульные единицы в регулярных повторяющихся композициях: принцип, который стал фундаментальным для его более поздних работ.
В 1965 он впервые публично выставил свои скульптуры на выставке «Shape and Structure» (куратор Henry Geldzahler) в Галерее Tibor de Nagy. Противоречивая работа Андре «Lever» была в 1966 включена в выставку «Primary Structures» в Еврейском музее в Нью-Йорке. В 1970 прошла персональная выставка Андре в Музее Гуггенхайма.
В 1966 Карл Андре революционизировал скульптуру новаторскими работами (такими как «37 Pieces of Work», впервые была выставлена в Музее Гуггенхайма в 1970), которые лежали плоско на земле вместо того, чтобы подыматься вверх в окружающем пространстве. Андре приглашал зрителей прогуляться по скульптуре: так они могли ощутить на сенсорном уровне ощущения от различных материалов (таких как сталь и алюминий) и различия между стоянием в центре скульптуры и нахождением за пределами её границ.
В 1969 Андре помог в организации Коалиции работников искусства (Art Workers Coalition).
В 1970-х художник готовит ряд масштабных инсталляций, таких как «Blocks and Stones» в 1973 для Портлендского центра визуального искусства, Орегон, а также работы для публичных пространств, как «Stone Field Sculpture» в 1977 в Хартфорде.
В 1972 Галерея Тейт купила работу Андре «Equivalent VIII», композицию из кирпичей. Она выставлялась несколько раз без происшествий, но стала центром скандала в 1976 после публикации в The Sunday Times. «Кирпичная полемика» стала одним из самых известных дебатов в Британии о современном искусстве.

### Трагедия Аны Мендьета
В 1979 году, в Галерее AIR в Нью-Йорке, приятели-художники Леон Голуб и Нэнси Сперо познакомили Андре с авангардной художницей кубинского происхождения Аной Мендьета. Вскоре завязался роман. Восхищённый творческой мощью миниатюрной 30-летней женщины, Карл Андре путешествует с ней по Италии и Германии, вводит в круг художественного бомонда Нью-Йорка, помогает в организации её выставок. На шестом году отношений, в январе 1985 года Андре и Мендьета поженились. Но это не спасло выдыхающийся к тому времени, омрачённый скандалами союз двух самобытных, равно претендующих на лидерство художников. 8 сентября 1985 года, после ссоры с мужем, Мендьета выпала из окна их квартиры на 34-м этаже в Гринвич-Виллидж и разбилась насмерть. Андре был обвинен в убийстве второй степени, и ему предстояло пережить три трудных года судебного разбирательства. В ходе судебного процесса он пошёл на отчаянный шаг и отказался от суда присяжных.
Коллеги Андре резко размежевались в отношении его виновности. Большинство всё-таки высказались в его поддержку, хотя бы ввиду опасности того, что (как выразился один из друзей) «феминистская клика заклюёт бедолагу».
Семья Аны Мендьета и активистки феминистского движения, уверенные в виновности Андре, считали, что мягкая реакция сторонников Карла Андре (большей частью, представителей художественного истеблишмента Нью-Йорка) снимает с белого мужчины ответственность за насилие в отношении латиноамериканской женщины.
В частности, представляющая близкий Ане Мендьета круг перформансистов художница Кароли Шнееман требовала от Андре публичных объяснений, что же на самом деле произошло в роковую ночь в квартире 34-го этажа. Феминистки пикетировали галерею Полы Купер, где шла выставка Андре, преследовали художника на улицах города, травили его в печатной прессе и на телевидении.
Выстоять помогла настоящая поддержка друзей. В СИЗО острова-тюрьмы Райкерс Карл Андре пробыл недолго; он вышел под залог в четверть миллиона долларов, который внёс за него художник-минималист, старый друг Фрэнк Стелла; а Клас Олденбург на первое время дал Андре приют в своей мастерской.
Наконец, после изматывающей судебной тяжбы, 11 февраля 1988 года судья Шлезингер снял все обвинения с Карла Андре, и художник был признан полностью невиновным.

## Персональные выставки
| - 2009: Konrad Fischer Galerie, Дюссельдорф - 2008: CuAl, Konrad Fischer Galerie, Дюссельдорф - 2007: Konrad Fischer Galerie, Берлин - 2007: Homage to Chillida, Kunst-Station Sankt Peter Köln, Кёльн - 2007: Andrea Rosen Gallery, Нью-Йорк - 2006: Konrad Fischer Galerie, Дюссельдорф - 2006: Galerie Tschudi, Гларус - 2006: Georg Kargl BOX, Вена - 2006: Georg Kargl Fine Arts, Вена - 2006: Sadie Coles HQ, Лондон - 2005: Galerie Tschudi, Гларус | - 2005: Kunsthalle Basel, Базель - 2004: Konrad Fischer Galerie, Дюссельдорф - 2004: Sadie Coles HQ, Лондон - 2003: Thank you Glarus, Kunsthaus Glarus, Гларус - 2003: ALUMINUM SQUARES, Konrad Fischer Galerie, Дюссельдорф - 2001: Words and small fields, Sadie Coles HQ, Лондон - 2001: Middelheim Museum, Антверпен - 1999: Konrad Fischer Galerie, Дюссельдорф - 1998: 12 Isohedra, Inverleith House, Эдинбург - 1998: Alfonso Artiaco, Неаполь | - 1996: Sculptor 1996, Kunstmuseum Wolfsburg, Вольфсбург - 1989: Galerie Daniel Templon, Париж - 1983: FRAC, Rhône-Alpes, Institute d`art contemporain, Виллербанн - 1983: Galerie Daniel Templon, Париж - 1979: Музей современного искусства, Монреаль - 1978: Whitechapel Art Gallery, Лондон - 1975: Lisson Gallery, Лондон - 1973: Музей современного искусства, Нью-Йорк - 1972: Lisson Gallery, Лондон - 1971: Lisson Gallery, Лондон |